# باولو باسيغالوبي
باولو باسيغالوبي هو كاتب خيال علمي وفنتازيا أمريكيون ولد في 6 أغسطس 1972 م.